# Бартак (приток Иртыша)
Бартак — река в России, протекает по Тобольскому и Уватскому районам Тюменской области. Устье реки находится в 517 км по правому берегу реки Иртыш. Длина реки составляет 14 км.

## Данные водного реестра
По данным государственного водного реестра России относится к Иртышскому бассейновому округу, водохозяйственный участок реки — Иртыш от впадения реки Тобол до города Ханты-Мансийск (выше), без реки Конда, речной подбассейн реки — бассейны притоков Иртыша от Тобола до Оби. Речной бассейн реки — Иртыш.
Код объекта в государственном водном реестре — 14010700112115300013098.